# La Vie et demie
La Vie et demie, paru en 1979 aux éditions du Seuil, est le premier roman publié de Sony Labou Tansi.
Le cadre spatio-temporel se situe après la décolonisation dans un pays fictif d'Afrique, la Katamalanasie,. Un tyran sanguinaire, le Guide Providentiel, y règne. Mais le chef de l'opposition, Martial, est un mort qui refuse de succomber aux tentatives d'assassinat du pouvoir tyrannique et qui se réfugie dans le corps de sa fille, Chaïdana, entraînant toute une suite de guerres, conflits.
Ce « roman » s'apparente à une fable visionnaire qui, selon l'avertissement de l'auteur, « parle de l'absurdité de l'absurde », « l'absurdité du désespoir [...] à une époque où l'homme est plus que jamais résolu à tuer la vie ». Les termes « tuer la vie », « la mort de la vie », « l'enfer » ponctuent le récit de ces actes de violence sans fin, comme si le verdict était celui-ci : « Ne cherchons plus, nous avons trouvé : l'homme a été créé pour inventer l'enfer. Qui aurait osé autrement ? » Satire féroce de la politique fondée sur la torture, le meurtre et le culte de la personnalité, dénonciation de la dictature, le texte est aussi plein de dérision et fait la part belle à la parodie, évoquant irrésistiblement le Gargantua de Rabelais ou le Père Ubu. « Grinçant, détonnant, grotesque, ubuesque... Les adjectifs n’ont pas manqué pour qualifier ce premier roman et véritable ovni littéraire lors de sa parution. » Mais comme le précise Jacques Chevrier, « cette farce grinçante ne doit pourtant pas nous égarer sur les chemins de la fantaisie, car mieux que quiconque Sony sait quels prédateurs se dissimulent sous les masques de carnaval de la tragi-comédie du pouvoir africain engendré par les indépendances , et pour lui la littérature demeure un défi permanent à la bêtise et à l'oppression. » Ainsi, malgré l'enfer et les horreurs qu'il décrit, le livre est aussi porté par l'espoir et une force que Sony Labou Tansi lui-même souligne : « J’écris pour qu’il fasse peur en moi » ; mais il disait aussi : « J’écris (ou je crie) pour qu’il fasse homme
en moi ».